# Costasiella
Costasiella es un género de molusco opistobranquio de la familia Costasiellidae.
Estas pequeñas babosas de mar se distribuyen en aguas templadas y tropicales de los océanos Atlántico, incluido el Mediterráneo y el mar Negro, y del Pacífico.

## Especies
El Registro Mundial de Especies Marinas reconoce como válidas las siguientes especies en el género:
- Costasiella arenaria K. R. Jensen, Krug, Dupont & Nishina, 2014
- Costasiella coronata Swennen, 2007
- Costasiella formicaria (Baba, 1959)
- Costasiella illa (Marcus, 1965)
- Costasiella iridophora Ichikawa, 1993
- Costasiella kuroshimae Ichikawa, 1993
- Costasiella mandorahae K. R. Jensen, 1997
- Costasiella nonatoi Ev. Marcus & Er. Marcus, 1960
- Costasiella ocellifera (Simroth, 1895)
- Costasiella pallida K. R. Jensen, 1985
- Costasiella patricki Espinoza, DuPont & Valdés, 2014
- Costasiella paweli Ichikawa, 1993
- Costasiella rubrolineata Ichikawa, 1993
- Costasiella usagi Ichikawa, 1993
- Costasiella vegae Ichikawa, 1993
- Costasiella virescens Pruvot-Fol, 1951

Especie considerada como sinonimia:
- Costasiella lilianae (Ev. Marcus & Er. Marcus, 1969) aceptada como Costasiella ocellifera (Simroth, 1895)

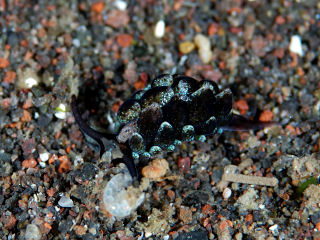
Costasiella formicaria
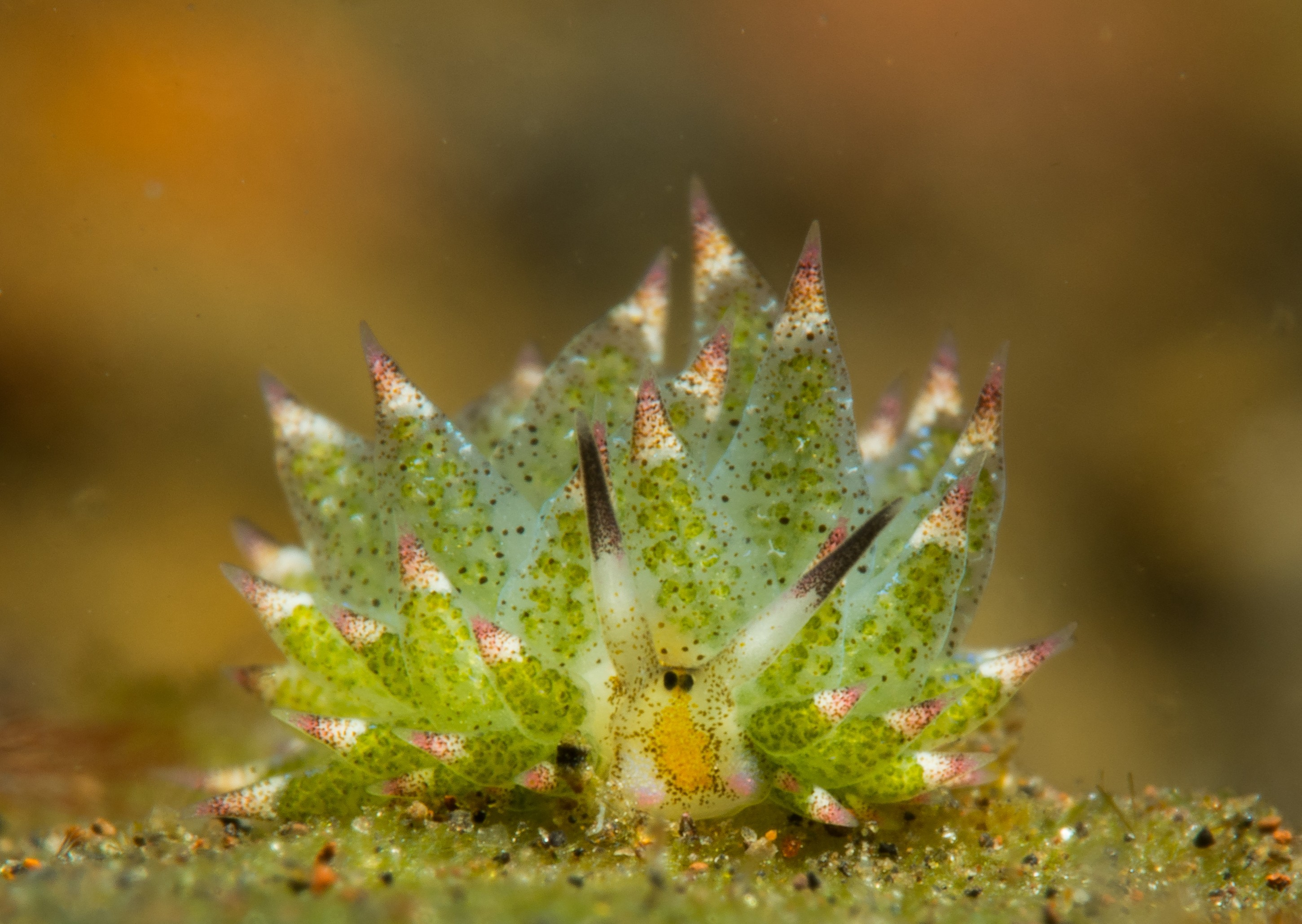
Costasiella kuroshimae
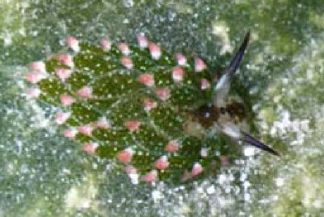
Costasiella cf kuroshimae
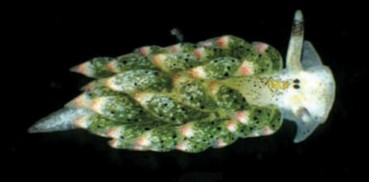
Costasiella paweli
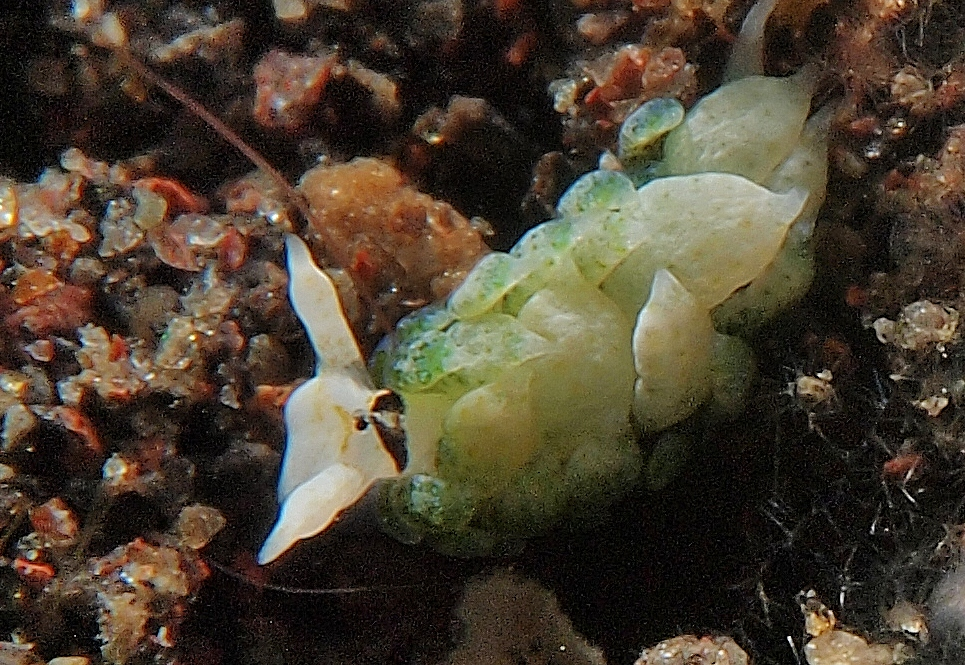
Costasiella sp.